# Doris Distelmaier-Haas
Doris Distelmaier-Haas (* 18. Februar 1943 als Doris Haas in Bonn) ist eine deutsche Schriftstellerin und Künstlerin.

## Leben
Doris Distelmaier-Haas wuchs auf in Bonn und studierte Romanistik und Anglistik an der Universität Bonn. Sie schloss das Studium mit dem Staatsexamen ab; 1970 promovierte sie mit einer Arbeit über Stéphane Mallarmé zum Doktor der Philosophie. Anschließend absolvierte sie eine künstlerische Ausbildung an den Kunstakademien in Perugia und Salzburg. Sie lebt heute in Bonn als freie Schriftstellerin, bildende Künstlerin und Dozentin an der Bonner Andreas-Hermes-Akademie.  
Doris Distelmaier-Haas ist Verfasserin von Prosatexten und Gedichten, daneben übersetzt sie aus dem Französischen. 
Doris Distelmaier-Haas gehört dem Verband deutscher Schriftstellerinnen und Schriftsteller (VS) an. Sie ist außerdem Mitglied der in Leipzig ansässigen Gesellschaft für zeitgenössische Lyrik und der Künstlergruppe Bonn. 

## Werke
- Sicheln, München [u. a.] 1969 (unter dem Namen Doris Haas)
- Flucht aus der Wirklichkeit, Bonn 1970 (unter dem Namen Doris Haas)
- Gänge, München 1972 (unter dem Namen Doris Haas)
- Lichtgezogen in der Flamme des Sommers, Saarbrücken 1994
- Blausüchtig, Saarbrücken 1997
- Auch Kraniche ziehen um, Rimpar 1998
- Tierisch Bönnsch, Köln 2001
- Lichtkiesel, Hildesheim 2003
- Kein Halt, bleibe nie, Düsseldorf 2006
- Liebe Mutter, liebe Liebe, Bad Honnef 2007
- Vielleicht sollte ich wieder küssen üben, Bad Honnef 2009

### Anthologien und Literaturzeitschriften (Auswahl)
- Ralph Grüneberger, Gesellschaft für zeitgenössische Lyrik (Hrsg.): Poesiealbum neu. Ausgaben 2/2007, 2/2011, 1/2012.

## Übersetzungen
- Guy de Maupassant: Novellen, Stuttgart 1991 (übersetzt zusammen mit Ernst Sander)
- Molière: Le malade imaginaire, Stuttgart 1981
- Charles Perrault: Sämtliche Märchen, Stuttgart 1986
- Phantastische Geschichten aus Frankreich, Stuttgart 1977